# Chris Carter (baseball, 1986)
Pour les articles homonymes, voir Chris Carter et Carter.
Vernon Christopher Carter (né le 18 décembre 1986 à Las Vegas, Nevada, États-Unis) est un frappeur désigné et joueur de premier but de la Ligue majeure de baseball.
Un autre joueur de baseball nommé Chris Carter joue dans les majeures de 2008 à 2010.

## Carrière

### Athletics d'Oakland
Chris Carter est repêché en 15e ronde par les White Sox de Chicago en 2005. Le 3 décembre 2007, les White Sox le cèdent aux Diamondbacks de l'Arizona pour le voltigeur Carlos Quentin. Quelques jours plus tard, le 14 décembre, les Diamondbacks transigent avec les Athletics d'Oakland. Carter, qui évolue toujours en ligues mineures, fait partie des six joueurs transférés par les D-Backs pour acquérir les lanceurs Dan Haren et Connor Robertson.
Chris Carter joue son premier match dans les majeures pour les A's d'Oakland le 9 août 2010. Il est utilisé comme voltigeur de gauche à ses premières parties dans les grandes ligues, bien qu'il ait surtout joué au premier but dans les rangs mineurs.
Il ne joue que 15 parties pour Oakland en 2011 avant de rejoindre l'équipe pour 67 matchs en 2012. Jouant au premier but, il frappe 16 circuits durant cette courte année, récolte 39 points produits et affiche une moyenne au bâton de ,239.

### Astros de Houston

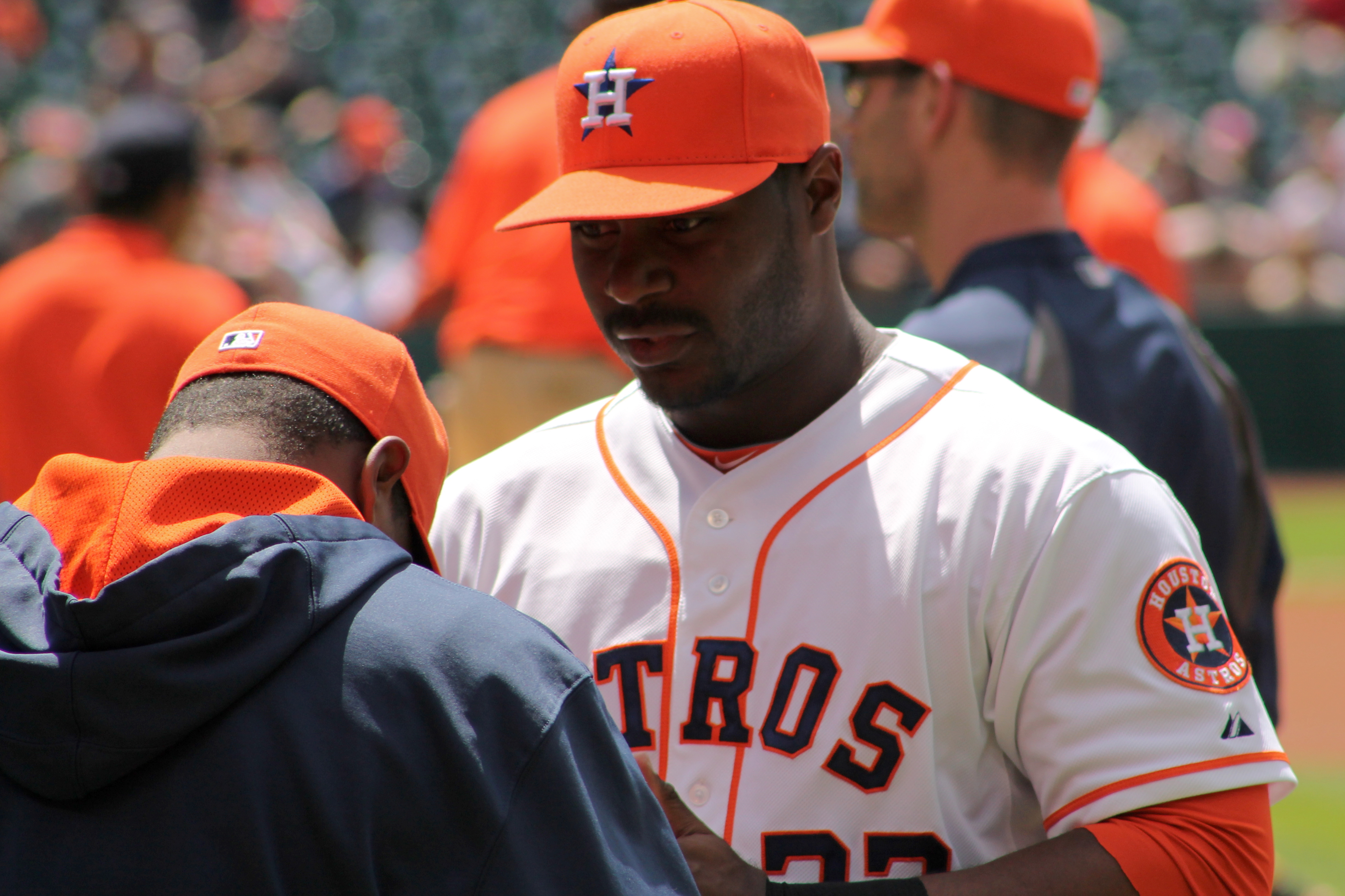
Chris Carter en mai 2014 avec les Astros de Houston.

Le 4 février 2013, les Athletics d'Oakland échangent Carter, le lanceur droitier Brad Peacock et le receveur Max Stassi aux Astros de Houston, contre le joueur d'arrêt-court Jed Lowrie et le releveur droitier Fernando Rodriguez. Carter mène les Astros, un club qui perd 111 matchs en 2013, dans quelques catégories statistiques en offensive : il est 1er de l'équipe avec 29 circuits, 82 points produits, 70 buts-sur-balles, 55 coups sûrs de plus d'un but, 228 buts au total et co-meneur avec 64 points marqués, le même total que José Altuve. Il réussit 24 doubles. Carter est aussi le frappeur du baseball majeur le plus fréquemment retiré sur des prises en 2013, étant éliminé de cette façon en 212 occasions, fracassant le record de franchise établi par Lee May avec 145 retraits au bâton en 1972. La moyenne au bâton de Carter s'élève à ,223 en 2013 et sa moyenne de puissance à ,451.
En 2014, Chris Carter est 2e des majeures avec 37 circuits. Il hausse sa moyenne de puissance de ,451 à ,491 et produit 88 points en 145 parties jouées. Il est retiré sur des prises un peu moins fréquemment et termine cette fois 5e avec 182 retraits au bâton. Les Astros le font peu jouer en défensive cette saison-là et il dispute 118 parties comme frappeur désigné.

### Brewers de Milwaukee
Le 6 janvier 2016, Carter signe avec les Brewers de Milwaukee un contrat d'une saison à 2,5 millions de dollars. 
Carter mène la Ligue nationale en 2016 avec 41 circuits.

### Yankees de New York
Le 16 février 2017, Carter signe un contrat de 3,5 millions de dollars pour une saison avec les Yankees de New York.
Carter ne frappe que 8 circuits en 62 matchs des Yankees et est libéré par l'équipe le 10 juillet 2017,.

### Retour à Oakland
Le 21 juillet 2017, Carter signe un contrat des ligues mineures avec son ancienne équipe, les Athletics d'Oakland.